# 休斯 XH-17
XH-17 飛行吊車（英語：Flying Crane)是休斯直升機研製的第一架直升機。XH-17雙葉片主旋翼達直徑134feet(41m)，仍然保持最大旋翼系統飛行的世界紀錄。它的最大重量超過50,000pounds(23,000 kg)，但事實證明XH-17效率太低且笨重，無法進行大規模生產。

## 發展

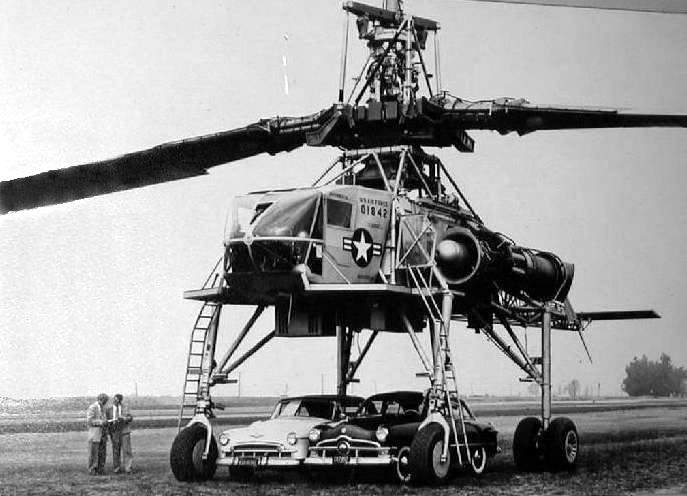
兩架停在XH-17下面的車輛

XH-17設計可以運載超過15t的貨物。為了加快建造速度，XH-17的零件是從其他飛機上拆下來的。前輪採用北美B-25米切爾型轟炸機;後輪採用道格拉斯C-54天空大師;油箱則採用B-29超級堡壘轟炸機;駕駛艙則是Waco CG-15;尾槳採用H-19契克索直升機。
1947年8月，凯利特自轉旋翼機公司出售XH-17的設計給休斯。1948年，XH-17的結構初步成形。從1952年開始，這架巨型直升機在加州卡爾弗城進行三年的測試。XH-17於1953年試飛。XH-17總重為50,000pounds(23,000kg)，並仍然保持著使用世界上最大直升機的記錄。由於飛機過於笨重且效率低下，因此只建造了一架。
XH-17擁有一套獨特的推進系統。XH-17使用兩台通用電氣J35[[[渦噴發動機]]，透過旋翼桨毂向上輸送引氣。葉片是中空的，熱壓縮空氣穿過葉片到達噴射燃料的尖端噴嘴。在飛行中，主旋翼以每分鐘88轉的速度旋轉，不到普通直升機旋翼速度的一半。由於旋翼是在尖端而不是桨毂處驅動的，因此幾乎不需要扭矩補償，這主要是由於主旋翼軸承中的摩擦。因此，XH-17的尾槳與其主旋翼相比非常小。該驅動系統效率低下，導致測試飛機的航程僅限於40miles(64km)。
XH-17還有一款放大版XH-28，總重量為104,000pounds(47,000kg)。儘管製作了木製模型，但該計劃最終取消。

## 型號
XH-17
原型機，共1架
XH-28
放大版，僅有木製模型

### 書籍
- Winchester, Jim. . New York, NY: Rosen. 2009. ISBN 978-1404218376.
- . Popular Mechanics. August 1952: 116.
- . Flight. 2 November 1956, 70 (2493): 710–716.
- . Flight. 6 January 1956, 69 (2450): 15.